# 공촌 정수장
공촌정수장은 인천광역시 서구 공촌동에 위치한 취수장이다.

## 시설 현황
- 연면적 : 1,184.1m2,
- 건축면적 : 8,852.8m2
- 건물 동수 : 16개 동
- 정수 생산시설 : 21기
- 슬러지 처리시설 : 8기
- 기타 공작물: 10기
- 기계설비 : 1기
- 전기설비 : 5,500KVA-1식
- 계장설비 : 1개[1]

-(위 내용은 현재 완공 시설이고 2010년 현재 2차 공사중 2011년 5월 완공 예정)

## 이용 안내
- 이용 시간 : 오전 9시 ~ 오후 5시
- 입장료 : 무료[1]

## 연혁
- 1992년 5월 : 상수도 사업 인가 (이후 개발제한구역으로 반려, 재신청, 허가 등의 과정을 거침)
- 1994년 6월 : 실시계획 인가
- 1994년 8월 : 착공
- 1996년 9월 : 공촌정수장으로 개칭[1]

## 효과
급격한 인구 증가, 인천국제공항 건설 등 급증하는 상수도 충족을 위하여 잠실 취수장에서 원수를 공급받아 Q=25만톤/일→150만톤/일, 급수보급률 97.8%→98.2%, 1인 1일 급수량 460ℓ→500ℓ로 올릴 수 있게 되어 인천국제공항, 중구, 동구, 서구 지역에 급수를 할 수 있게 되었다.